# Дивергент 2: Інсургент
«Дивергент, розділ 2: Інсургент» (англ. The Divergent Series: Insurgent) — американський постапокаліптичний фантастичний бойовик 2015 року, продовження фільму «Дивергент» (2014). Заснований на романі Вероніки Рот — «Бунтівниця» (2012).
Прем'єра фільму розпочалася 18 березня 2015 в Бельгії та Франції. 20 березня 2015 в Канаді та США. В Україні фільм вийшов 19 березня 2015.

## Дія
Дія трилогії відбувається в постапокаліптичному Чикаго, котре розділене на п'ять фракцій на основі різних емоційних типів людей.
Перший фільм «Дивергент», на основі роману «Обрана» вийшов у березні 2014. Третій фільм, з назвою «Аллегіант», за романом «Віддана», вийшов у прокат у березні 2016.

## Анотація
Беатріс Праєр мусить протистояти своїм внутрішнім демонам і продовжити боротьбу з потужним альянсом, який загрожує зруйнувати наявні порядки в Чикаго.

## Ролі
- Беатріс «Тріс» Праєр — Шейлін Вудлі
- Тобіас «Чотири» Ітон — Тео Джеймс
- Калеб Праєр — Ансель Елгорт
- Маркус Ітон — Рей Стівенсон
- Джанін Меттьюс — Кейт Вінслет
- Евелін Джонсон-Ітон — Наомі Воттс
- Джоанна Рейз — Октавія Спенсер
- Кристина — Зої Кравіц
- Торі Ву — Меггі К'ю
- Ерік Коултер — Джей Кортні
- Пітер Гаєс — Майлз Теллер
- Макс — Меккі Файфер
- Урія Педрад — Кеїнан Лонсдейл
- Марлін — С'юкі Вотергаус
- Лінн — Роза Салазар
- Наталі Праєр — Ешлі Джад
- Джек Канг — Деніел Де Кім
- Гектор — Емджей Ентоні[en]
- Едгар — Джонні Вестон[en]

## Створення

### Підготовка
Компанія Summit Entertainment анонсувала екранізацію другого роману з трилогії на 15 березня 2015, як продовження фільму «Дивергент».
Сценаристом спершу було обрано Браяна Дафіелда (англ. Brian Duffield), проте на початку грудня 2013 року було повідомлено, що режисер Ніл Берґер, через зайнятість над фільмом «Дивергент». Тож 13 лютого 2014 оголошено про залучення до зйомок режисерів Роберта Швентке і Аківа Голдсмана для переписування сценарію створеного Дафіелдом.

### Кастинг
У березні 2014 року було заявлено, що більшість акторів задіяних в зйомках «Дивергент» продовжать участь у зйомках фільму «Інсургент»: Шейлін Вудлі, Тео Джеймс, Джей Кортні, Ансель Елгорт, Рей Стівенсон, Зої Кравіц, Майлз Теллер, Меггі К'ю, Меккі Файфер та Кейт Вінслет. Також Ешлі Джад, персонаж котрої Наталі загинула в попередньому фільмі, отримала роль в коротких сценах-споминах.
12 травня 2014 оприлюднено залучення Октавії Спенсер на роль представника фракції «Дружелюбність» — Джоанни Рейз. Наприкінці травня — С'юкі Вотергаус на роль Марлін (фракція «Безстрашність») та  — Джонні Вестона на роль Едгара. Впродовж червня 2014 стало відомо що Стефані Лей Шлюнд отримала роль члена фракції «Дружелюбність», Наомі Воттс — Евелін Джонсон-Ітон, Деніел Де Кім — Джек Канг, Роза Салазар — Лінн, Кеїнан Лонсдейл — Урія Педрад, Емджей Ентоні — Гектор.

### Зйомки

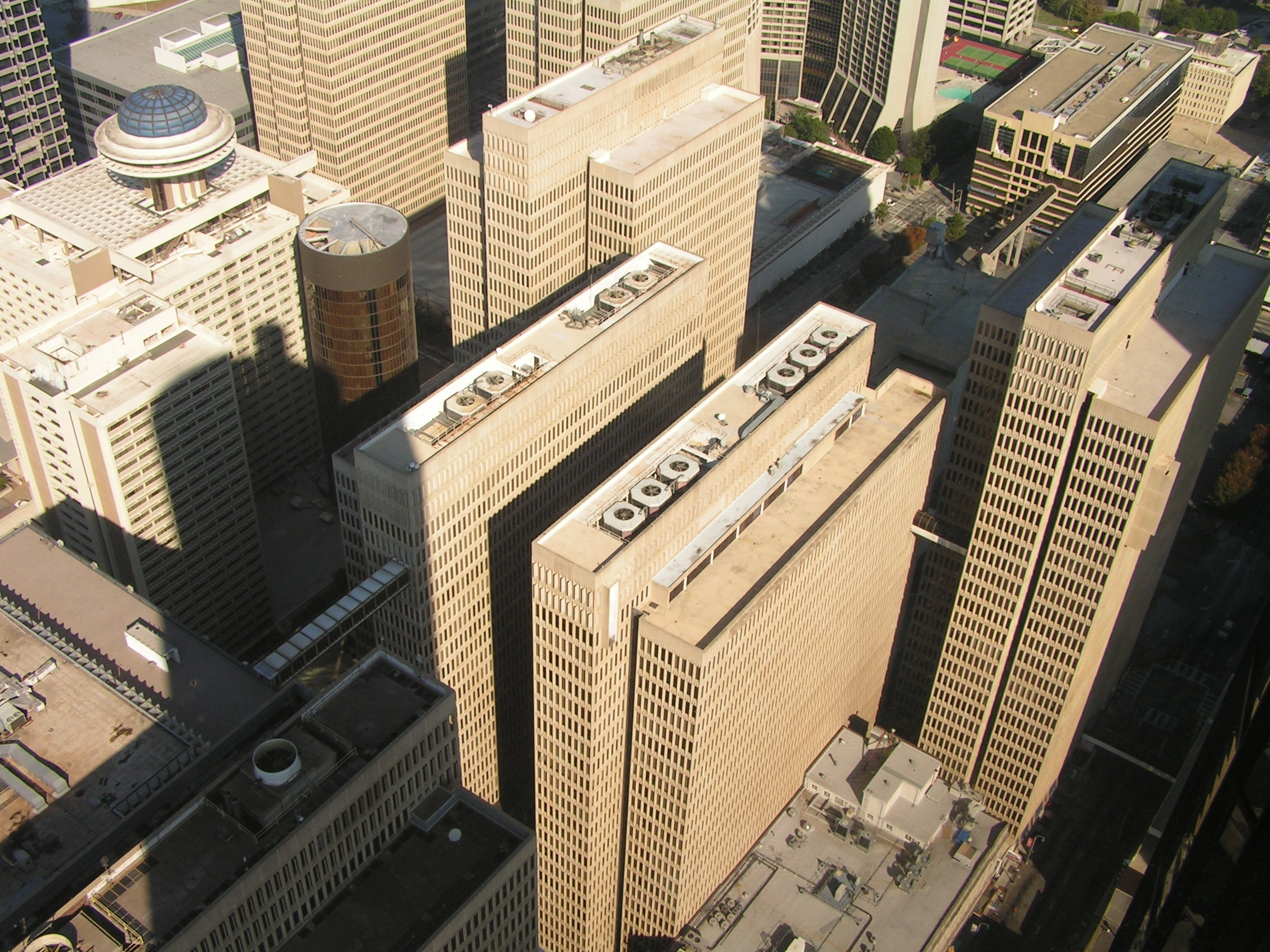
Місце зйомок: Атланта: Пічтрі-центр

Зйомки розпочалися 27 травня 2014 у місті Атланта (Джорджія, США), у Федеральній чоловічій в'язниці міста Атланти. Для фракції «Дружелюбність» було споруджено знімальний павільйон в селищі Серенбі (англ. Serenbe) (на південь від Аталанти). Впродовж 11-24 червня зйомки пройшли в центрі Атланти, на головній вулиці міста — Пічтрі (англ. Peachtree). Для цього на дахах кварталу Пічтрі-центр організовано майданчики, де, зокрема, відзнято сцену з блискавичним спуском з хмарочосу. 27 червня окремі сцени знято в Будинку архівів штату Джорджія.
Надалі процес перемістився у Чикаго (Іллінойс, США), 12-13 липня зйомки тривали на вулицях Уелс-стірт, Адамс-стріт, Б'юрен стріт та на мості Франклін-стріт. Для зйомок в діловому кварталі Чикаго-Луп, що в середмісті, залучено гелікоптер. Ешлі Джуд знялась у своїй сцені разом з Шейлін Вудлі в кінці червня.
Наприкінці серпня та на початку вересня продакшн повернувся до Атланти. Так 29-29 серпня і 2-6 вересня було знято додаткові сцени в Будинку архівів. Деякі моменти довелося знімати 3 вересня повторно в околицях Атланти, в графстві Фултон.
В цілому зйомки завершилися 6 вересня, проте декілька сцен довелося повторно відзняти Атланті поміж 17 та 21 грудня 2014 року.

## Музика
У листопаді 2014 анонсовано, що композиції до фільму створить американський композитор Джозеф Трапаніс. Для «Інсургент» включено темнішу та інтенсивнішу тональність музики, на відміну від попереднього фільму «Дивергент», де музичний супровід базувався на піснях. Реліз альбому із саундтреками до обох фільмів відбудеться 14 вересня 2015.

## Критика
Фільм отримав різні, переважно нейтральні оцінки кінокритиків. На Rotten Tomatoes фільм набрав рейтинг 32 % із середньою оцінкою 5 з 10 на основі 50 оглядів. Metacritic дав фільму 43 з 100 балів, підкреслюючи це як «в цілому змішані відгуки». На сайті IMDb фільм отримав рейтинг 7.0 з 10. Завдяки передпоказу російських кінопрокатників фільм також вже встиг зібрати змішані відгуки у ЗМІ та блогосфері. Так, ресурс Afisha.ru виставив середню оцінку 3,7 з 5, а деякі блогери відзначили, що друга частина вигідно відрізняється від першої.

## Виноски
1. ↑  Також «Дивергент 2: Інсургент» або просто «Інсургент»